# Брігітте Реде
Брігітте Реде (-Кен) (нім. Brigitte Rohde (-Köhn); нар. 8 жовтня 1954) — німецька легкоатлетка, яка спеціалізувалася в бігу на короткі дистанції, пізніше — у бар'єрному бігу.

## Із життєпису
Виступала за збірну НДР.
Олімпійська чемпіонка в естафеті 4×400 метрів (1976).
Переможниця Кубка світу в естафеті 4×400 метрів (1979).
Чемпіонка Європи в естафеті 4×400 метрів (1974).
Фіналістка (4-е місце) чемпіонату Європи в бігу на 400 метрів з бар'єрами (1978).
Триразова переможниця Кубків Європи в естафеті 4×400 метрів (1970, 1975, 1979).
Чемпіонка (в естафеті 4×400 метрів) та бронзова призерка чемпіоната (в бігу на 400 метрів) Європи серед юніорів (1970).
Ексрекордсменка світу в естафеті 4×400 метрів (співавторка двох ратифікованих рекордів).
За освітою — креслярка у проектуванні заводів.

## Основні міжнародні виступи
| Рік  | Змагання                       | Місто    | Місце | Дисципліна | Примітки         |
| ---- | ------------------------------ | -------- | ----- | ---------- | ---------------- |
| 1970 | Чемпіонат Європи серед юніорів | Париж    | 3     | 400 м      |                  |
| 1970 | 1                              | 4×400 м  |       |            |                  |
| 1970 | Кубок Європи                   | Будапешт | 1     | 4×400 м    |                  |
| 1974 | Чемпіонат Європи в приміщенні  | Гетеборг | 1пф3  | 400 м      |                  |
| 1974 | Чемпіонат Європи               | Рим      | 1     | 4×400 м    |                  |
| 1975 | Кубок Європи                   | Ніцца    | 1     | 4×400 м    |                  |
| 1976 | Олімпійські ігри               | Монреаль | 1     | 4×400 м    | Відео на YouTube |
| 1978 | Чемпіонат Європи               | Прага    | 4     | 400 м з/б  | Відео на YouTube |
| 1979 | Кубок Європи                   | Турин    | 1     | 4×400 м    |                  |
| 1979 | Кубок світу                    | Монреаль | 1     | 4×400 м    |                  |

## Визнання
- Кавалер Ордена «За заслуги перед Вітчизною» II ступеня (1976)
- Кавалер Ордена «За заслуги перед Вітчизною» III ступеня (1974)